# C20H22O5
化学式C20H22O5（摩尔质量：342.39 g/mol）可能指：
- 纵烷酮，CAS号：61264-68-4
- 脱氧葛雌素，PubChem CID：9927999

|  | 这个同类索引页列出了具有相同分子式的化学物（即同分異構體）条目。 除非您是有意链接至本页，否则应将相应条目的内部链接指向正确的条目。 |